# 郑学勤
郑学勤（1929年7月—），男，汉族，广东海口（今属海南）人，中国热带作物科学家、橡胶遗传育种及生物技术专家。